# Impatiens lyallii
Impatiens lyallii là một loài thực vật có hoa trong họ Bóng nước. Loài này được Baker mô tả khoa học đầu tiên năm 1883.